# 近藤真琴 (アイドル)
近藤 真琴（こんどう まこと、2000年〈平成12年〉5月11日 - ）は、日本のアイドルであり、女性アイドルグループ『パラディーク』の元メンバーである。
愛知県出身。かつて名古屋美少女ファクトリーに所属し、名古屋市のご当地女性アイドルグループ『dela』メンバー（2期生）として活動していた。

## 概要
2018年5月5日、就職活動のためグループを卒業したが、離れて自分の居場所、やりたいことがアイドルと気付いたため2019年4月9日、再加入が公式Twitterで発表、5月5日に復帰。
2019年、インドネシア・バリ島で撮影、自身初となるファーストDVD「まこちゃんですっ!」がリリースされた。
2020年11月8日、同年12月30日にDIAMOND HALLで開催する単独ライブ『dela 21th Live「dela Clarity」』もってdelaを卒業することを発表した。
dela卒業後、2021年4月4日にPimm'sのメンバーだった新谷真由、delaで共働した神田風音らと共に5人組ユニット『パラディーク』を結成。
精神面の治療専念のため2023年1月30日で無期限での活動中止。2023年2月27日、東京・duo MUSIC EXCHANGEでのライブをもってグループを卒業。同28日付けで所属事務所PLAYYTEとの契約を解除。同年3月23日、心身の不調から入院生活中であることを報告。
2024年6月より活動再開。2025年6月より、「MAKOTO」名義でアイドルグループ「Ep:ChouChou」のメンバーとして活動開始。

## 人物
趣味・特技
- 好きなものはカワイイ女の子、現在の推しはナナランドの峰島こまき[10][11]。
- 辛いものを食べることが得意[10]。
- 趣味はカラオケ。よく歌うのはあいみょん、十八番はスピッツ「チェリー」、声が低いので女の子らしい曲は苦手[11]。

性格
- 愛称の“ぐわし”は崇拝する漫画家・楳図かずおの漫画「まことちゃん」の決め言葉から来ている[12]。
- 取材で将来の夢は?と聞かれて“世界征服”と答える[3]。
- 番組、イベントMCでは“元気いっぱいのムードメーカー”“おっちょこちょいなドジっ子キャラ”“ぶっちゃけキャラ”で浸透している[13]。
- DVD発売記者会見にてセールスポイントは?と聞かれて「大きな目です!」と答えている[14]。

デビュー
- 中学1年生のときに友達と一緒にdelaのオーディションに応募。近藤だけが合格。612人の中から選ばれた[14]。

卒業から復帰
- 高校3年生のとき就職を進路に選び、2019年5月5日にグループを卒業。しかし就活の期間、“自分が本当にやりたいことって何なのだろう?”と自問自答しているうちに職業・アイドルと確信に変わり、高校の先生との進路の最終面談の時に就職辞退を申し出ることにした[12]。
- 復帰したいと事務所社長の中村浩一に話に行ったところ「delaには卒業がないからいつでも戻っておいで」と言ってもらえた。卒業からちょうど1年後の5月5日にサプライズ復帰した[12]。
- 復帰と同時に1年前の卒業ライブの映像が発売された。ファンからは「俺の感動と涙を返せ!」と笑いを込めていじられている[12]。

## 出演

### イメージキャラクター
- サカエゴーラウンド シルバーインフルエンサー[15]

### テレビ
- 新shock感（テレビ東京）[16]
- 鎧美女（2020年2月15日、フジテレビONE スポーツ・バラエティ）[17]
- 果汁女子（2020年10月17日、メーテレ）

### 雑誌
- ヤングチャンピオン（表紙）[18]
- 別冊ヤングチャンピオン（表紙）[19]

## 作品

### イメージビデオ
- まこちゃんですっ!（イーネット・フロンティア、2019年11月22日発売、収録時間70分）[3][20]